# 플랜더스의 개

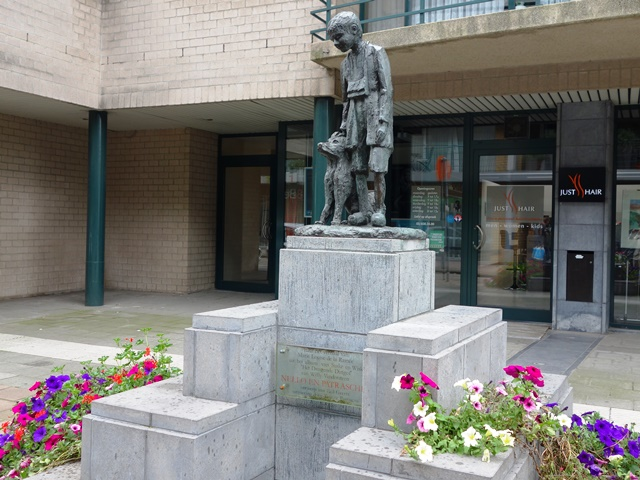
플랜더스의 개 동상

《플랜더스의 개》(영어: A Dog of Flanders, 문화어: 플랑더즈의 개)는 소년 넬로(Nello)와 개 파트라슈(Patrasche)에 관한 이야기를 그린 위다의 소설이다. 1872년에 처음으로 출판되었다. 1975년에 쿠로다 요시오 감독이 TV 애니메이션 '플랜더스의 개'로 각색했다.

## 등장인물
- 넬로(Nello) : 인정이 많고 양심이 바른 소년. 일찍 부모님을 여의고 가난 때문에 학교를 다니지 못했으며, 우유 배달을 하시는 할아버지하고 함께 생계를 이어나간다. 강 둔치에 쓰러져 있는 파트라슈를 정성으로 치료해 준 뒤로 친구처럼 지내게 된다. 풍차 방앗간집 딸 알로이스를 사랑하지만, 알로이스의 아버지의 반대를 겪으면서, 화가의 꿈을 키운다. 알로이스가의 방앗간에 화재가 발생하는 바람에 방화범으로 억울한 누명을 쓰고는 파트라슈하고 함께 낙동강 오리알 신세가 되고 만다.
- 파트라슈(Patrasche) : 덩치가 크고 힘이 센 플랜더스 지방의 개. 원래 주인은 철물 장수였는데, 혹독한 일을 시킨 후, 마구 때려서 기절한 것을 강 둔치에 버린다. 넬로하고 할아버지의 도움으로 목숨을 구하고 넬로하고 친구처럼 살게 된다.
- 알로이스(Alois) : 넬로의 단 하나뿐인 단짝 친구. 그러나 아버지의 반대로 넬로와 마음껏 만나지 못한다. 자신의 아버지 때문에 가난한 넬로가 마을 사람들에게 오해를 받게 되어 일자리를 잃는 것을 보면서 누구보다도 서러워한다.
- 다스 할아버지(Daas) : 넬로의 외할아버지. 마을 사람들의 우유를 멀리 떨어진 작은 도시로 배달하면서 생계를 이어나간다. 가난 때문에 넬로가 그림을 그리는 것을 반대한다. 그러나 나중에는 넬로의 재능을 알아보고 격려한다.
- 코제(Cogez) : 알로이스의 아버지. 마을에서 단 하나뿐인 풍차 방앗간을 운영하여 마을에서 제일가는 부잣집이다. 자신의 딸 알로이스가 가난한 넬로와 만나는 것을 아연실색한다. 방앗간에 불이 나자, 넬로에게 누명을 씌운 것도 모자라서, 심지어는 넬로하고 파트라슈를 마을에서 쫓아내 버린다.
- 화가 : 안트베르펀 미술 대회에서 심사위원으로 참여하지만, 넬로의 그림에는 높은 점수를 주지 않았다. 그러나 뒤늦게 자신의 실수를 인정하고 넬로의 그림이 가장 뛰어났다는 것을 알린다.